# Tromsø
Tromsø (/ˈtrʊmsø/ⓘ) (del finés: Tromssa) es una ciudad y municipio de la provincia de Troms, Noruega. Con 72 681 habitantes en 2015, es la capital y mayor ciudad de Troms y de la región de Nord-Norge, la séptima de Noruega y la segunda de Laponia, después de Múrmansk en Rusia.
El municipio de Tromsø aglutina una gran cantidad de distritos fuera de los límites de la ciudad, y su territorio está integrado por una parte continental y numerosas islas, varias de ellas deshabitadas. Tromsø es una ciudad cosmopolita y un importante centro comercial y cultural en Noruega, con importantes festivales a lo largo de todo el año. Es sede de la Universidad de Tromsø, que atrae una población flotante de varios miles de estudiantes, lo que incrementa la población hasta una cifra de 75 000 personas en algunas épocas del año. Es también sede episcopal de la Iglesia de Noruega.
La zona estuvo poblada por población germánica y sami desde la Edad del Hierro. Tromsø adquirió cierta importancia regional en la Edad Media al ser un núcleo religioso de la Iglesia católica. Fue designada ciudad por el rey Cristián VII en 1794. Su desarrollo inicial estuvo fundamentado en la pesca, que fue el detonante de su meteórico crecimiento desde el siglo XIX. Es la ciudad de más de 50 000 habitantes más boreal del mundo.

## Etimología
Tromsø toma su nombre de la isla de Tromsøya, donde se asienta el centro de la ciudad. De hecho Tromsø es equivalente a Tromsøya, sólo que en el primer caso se usa la terminación ø («isla» en danés) y en el segundo øya («la isla» en noruego). La etimología del elemento Troms no se sabe a ciencia cierta, y varias teorías tratan de explicarla. Una de ellas sostiene que Troms deriva del nórdico antiguo straumr ("corriente"), cuya forma original podría haber sido Strums. Este habría derivado en Trums y posteriormente en Troms. Un hecho que parece apoyar esta teoría es que muchas islas y ríos noruegos tienen el nombre Tromsa, que aparentemente tendría el mismo origen etimológico.
Una segunda teoría sostiene que la isla de Tromsøya fue llamada en un principio Lille Tromsøya («Pequeña isla de Troms») en oposición a Store Tromsøya («Gran Tromsøya»), que habría sido el nombre original de la vecina isla de Kvaløya en referencia a una montaña llamada Tromma («el tambor»). El nombre de dicha montaña en lengua sami es Rumbbučohkka, con idéntico significado, y se dice que el sitio ha sido sagrado para los sami desde tiempos precristianos.
El nombre sami de Tromsøya es Romsa, que se asume como un préstamo nórdico. Sin embargo hay una tercera teoría que sugiere que el nombre de Tromsø deriva del nombre sami, pero no da una explicación sobre el significado de este.

## Historia
Restos arqueológicos sugieren que el área tenía poblamientos humanos desde hace unos 9000 años. En la Edad del Hierro es evidente la presencia de una comunidad nórdica en el suroeste de la isla Kvaløya, mientras que la población sami habitaba las tierras del interior de los fiordos. La colonización de la isla Tromsøya se remonta también con probabilidad a la Edad de Hierro.

### Sitio religioso

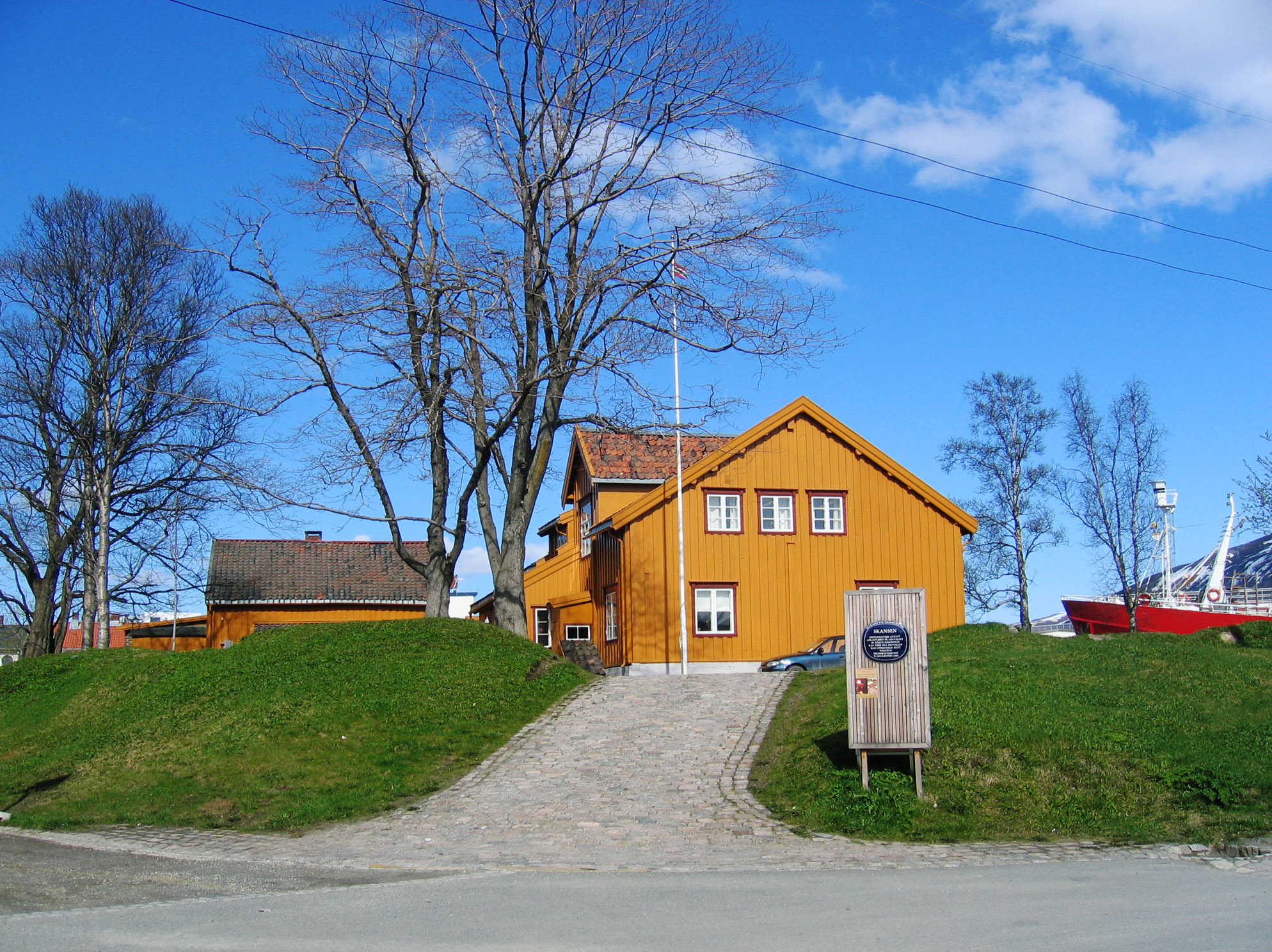
Fuerte (Skansen) de Tromsø, una fortificación medieval en el centro de la ciudad.
Foto: Karl Ragnar Gjertsen

Cuando se construye la primera iglesia en 1252, era la más septentrional del mundo. Esta fue levantada por orden del rey Haakon IV y se llamaba Sancta Maria juxta paganos, es decir, «Santa María al lado de los paganos», para enfatizar que la zona era noruega. De esa iglesia no se conserva nada en la actualidad, aunque se cree que se trataba de una sencilla stavkirke. Se ha sugerido que una antigua Madonna de la iglesia de Elverhøy formaba parte en el pasado de la iglesia de Santa María.
Posiblemente de la misma época data el fuerte de Tromsø, una fortificación de turba y piedra que servía para proteger de los ataques de carelios y rusos.
Tromsø fue, desde la Edad Media hasta la Edad Moderna, un pequeño centro religioso. Debido a ello llegaba remando hasta Tromsø gente procedente de una amplia zona geográfica para tomar parte en los servicios religiosos y al mismo tiempo comerciar. Para pernoctar, se habilitaron cabañas en las cercanías de la iglesia. De esa manera Tromsø comenzó a destacar en la región como un lugar de encuentro.

### Privilegio de ciudad
En 1789 concluyó el monopolio comercial de Bergen, y la gente de la región de Nord-Norge pudo desde entonces comerciar con quien quisiera. Ese mismo año se construyó la que hoy es la casa más antigua de Tromsø, Tollbua, una especie de aduana dentro del fuerte que tenía como función administrar los impuestos y aranceles del incipiente comercio. Las ciudades de Hammerfest y Vardø, también en el norte de Noruega, fueron fundadas ese mismo año; se tenía la voluntad de desarrollar una tercera ciudad importante en Nord-Norge, pero surgieron conflictos en las candidaturas: Gibostad, en la isla de Senja (municipio de Lenvik), y Gausvik y Kjøtta (ambos en el municipio de Harstad). La elección cayó finalmente en Tromsø, y el poblado recibió el privilegio de ciudad por el rey Cristián VII en 1794, con una población que entonces era de 80 habitantes. Tromsø fue designada sede episcopal en 1803.

### Crecimiento inicial

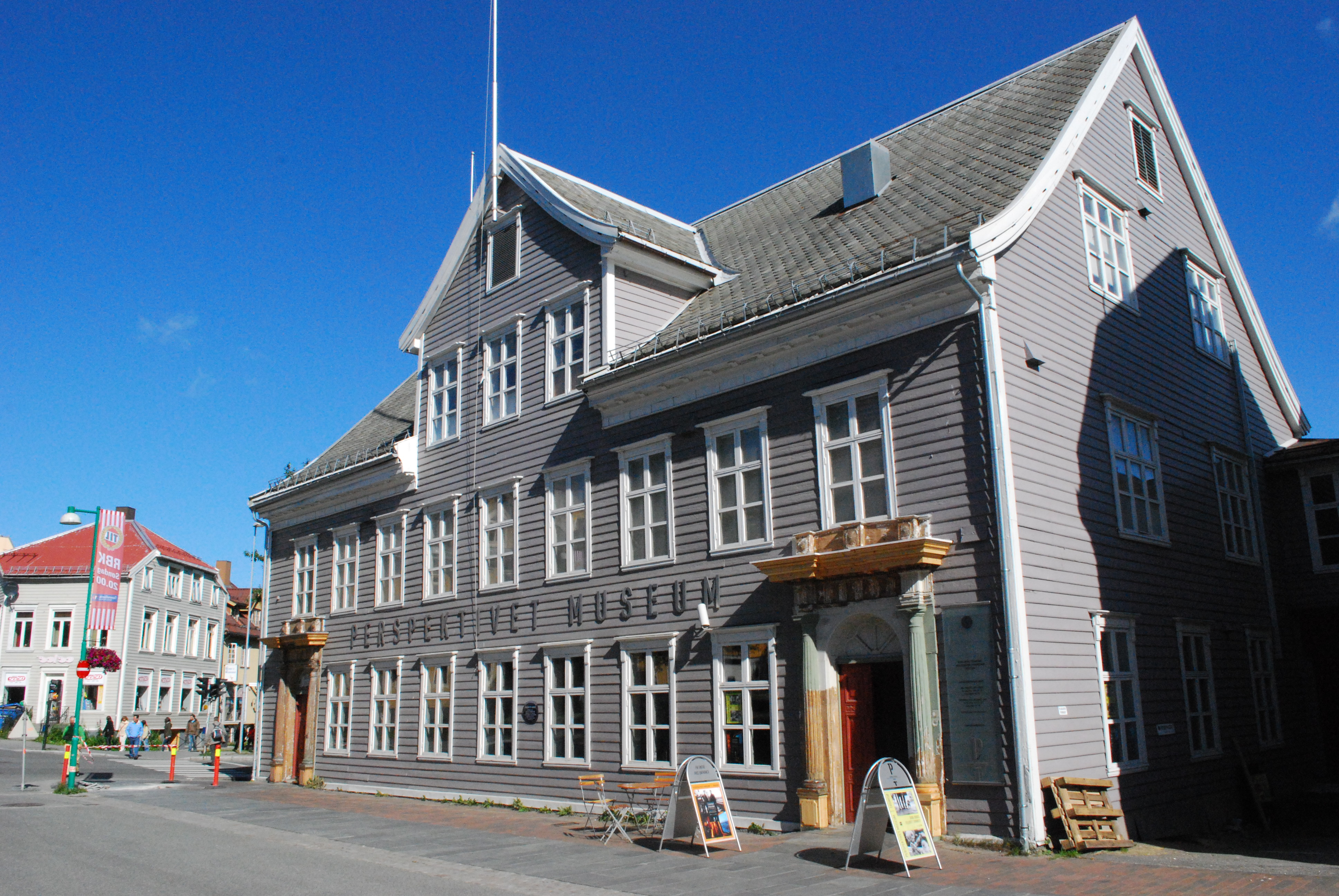
Museo de la Perspectiva, originalmente construido por el comerciante Mack en 1838. Estilo Imperio de Bergen.

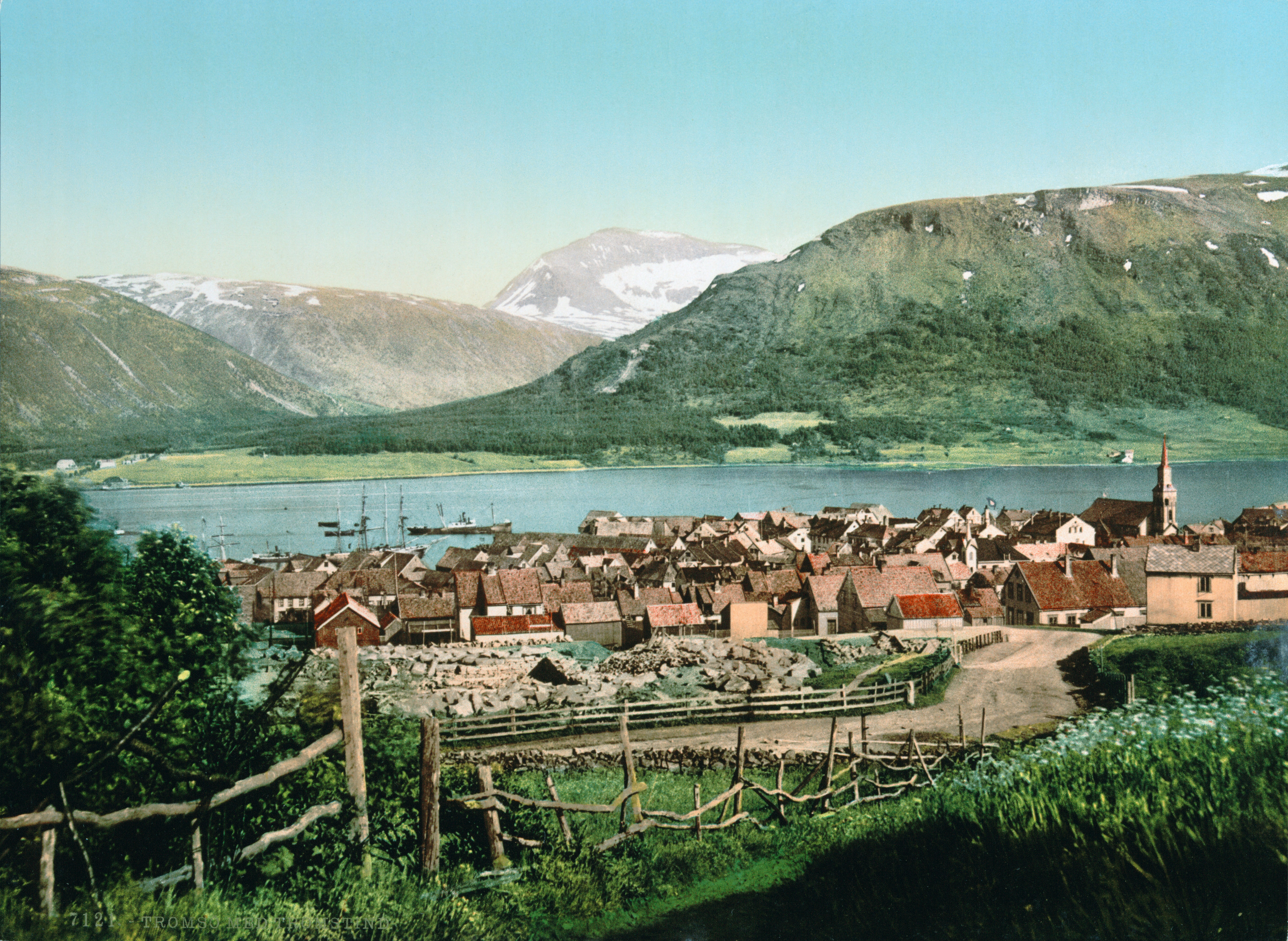
Tromsø en los albores del.

La ciudad tardó en crecer debido a la participación de Noruega en las Guerras Napoleónicas. La ciudad fue atacada por buques británicos en 1812, pero en la batalla de Pølsehavna la pequeña guarnición dano-noruega opuso tal resistencia que los ingleses no pudieron entrar a la ciudad, salvándose así una importante reserva de cereales en el fuerte de Tromsø. En esta difícil época adquirió mayor importancia el comercio pomor entre Noruega y Rusia.
Los primeros buques de carga llegaron al océano Ártico en 1820, y en 1850 Tromsø era el principal puerto noruego del Ártico, superando a Hammerfest. La pesca sería fundamental para el crecimiento de la ciudad y el comercio de pescado disparó este crecimiento desde 1820; el comercio de Tromsø se extendió desde Arcángel hasta Burdeos. En la década de 1820 Tromsø se había llenado de muelles y viviendas con grandes patios y jardines. Las viejas cabañas de la iglesia fueron trasladadas a una zona fuera del centro de la ciudad, y aquella se convirtió en un barrio pobre.

### Establecimiento de instituciones
El Seminario de Tromsø (posteriormente Escuela Superior de Maestros y actualmente parte del Colegio Universitario de Tromsø) se trasladó desde Trondenes en 1848. El Museo de Tromsø se estableció en 1872. Los visitantes que llegaban a la ciudad en el siglo XIX se sorprendían del grado educativo y de la cultura de Tromsø. Un visitante alemán la llamó la «París del Norte», y el poeta Bjørnstjerne Bjørnson escribió a su esposa sobre Tromsø: «aquí todo es champaña y espectáculo»

### Expediciones al Ártico

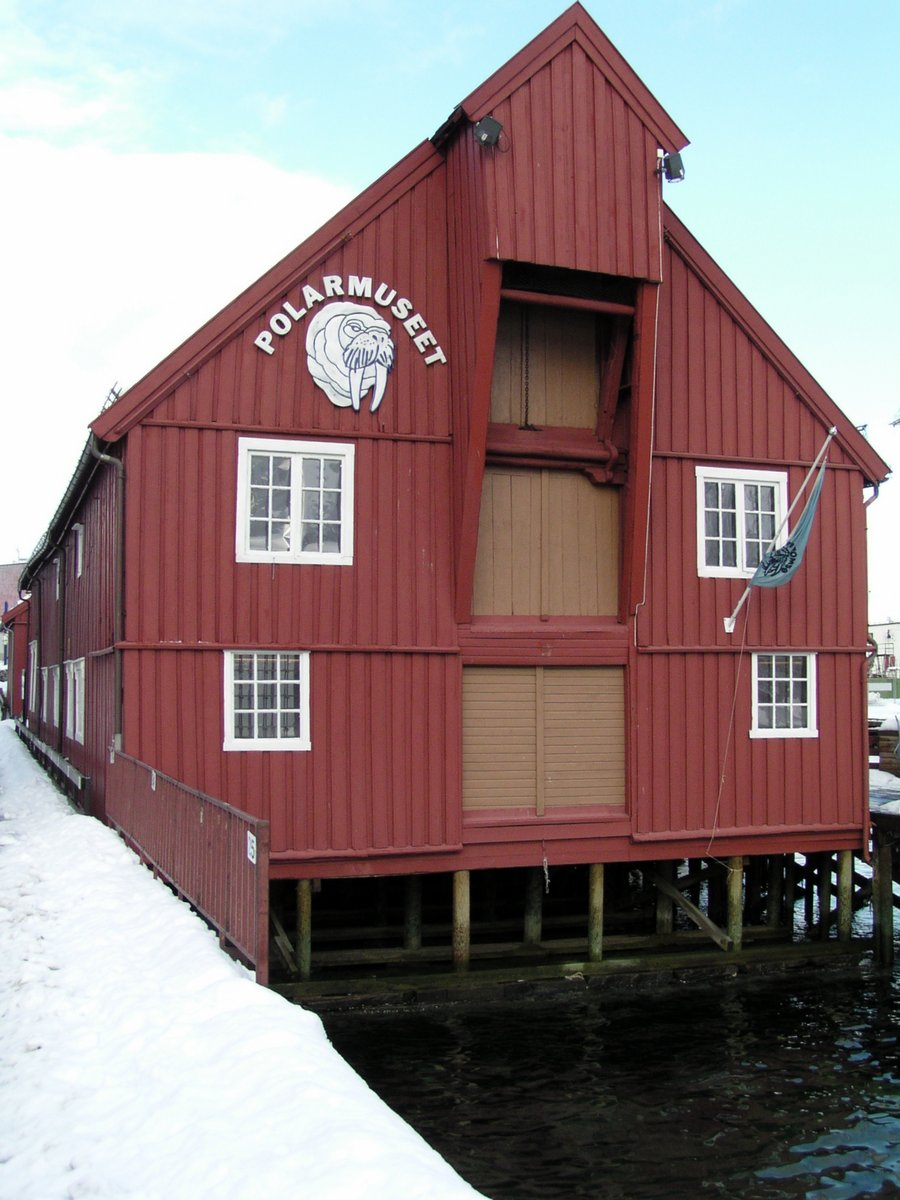
Museo Polar, inaugurado en 1978.
Foto de Lars Tiede.

La pesca ártica, que se extendía desde el mar de Kara al este de Nueva Zembla hasta el estrecho de Davis al oeste de Groenlandia es el reflejo de la capacidad de los marinos de Tromsø para arreglárselas en situaciones de frío extremo y participar en exploraciones a través del océano Ártico. Roald Amundsen, Umberto Nobile y Fridtjof Nansen se hospedaron varias veces en Tromsø. La ciudad estuvo en los ojos del mundo entre 1926 y 1928, cuando se llevó a cabo la expedición de Amundsen y Nobile al Polo Norte.

### Segunda Guerra Mundial
Durante la Segunda Guerra Mundial fue la capital del país por un periodo breve. Hasta ahí llegó el rey Haakon VII para dirigir el gobierno de la Noruega libre y desde su puerto abandonó el país el 7 de junio de 1940 para dirigir la resistencia contra la ocupación de la Alemania Nazi. El acorazado alemán Tirpitz fue hundido en las costas de Tromsø el 12 de noviembre de 1944. La guerra no produjo grandes destrozos físicos en la ciudad, pero se experimentó una situación dramática al recibir a numerosos refugiados de Finnmark, una provincia devastada por los alemanes ante la amenaza de un ataque soviético.

### Posguerra y actualidad
En la época inicial de la posguerra, Tromsø pasó por una crisis económica. Al no resultar dañada, los recursos estatales se enfocaron en otras ciudades. El crecimiento demográfico volvió a dispararse en la década de 1960. En 1964 Tromsø se fusionó con los municipios vecinos de Tromsøysund, Hillesøy y Ullsfjord, obteniendo así su extensión actual y la cifra de 32 000 habitantes. La expansión posterior ha sido rápida; desde 1964 la ciudad ha duplicado su población y en la actualidad cuenta con aproximadamente 66 000 habitantes.
El aeropuerto de Tromsø abrió en 1964, la universidad fue inaugurada en 1968 y abierta en 1972. El Instituto Polar Noruego se inauguró en 1998 y en 2005 el Teatro de Hålogaland. La universidad ha atraído a muchos jóvenes que dan vida a la ciudad.

## Geografía

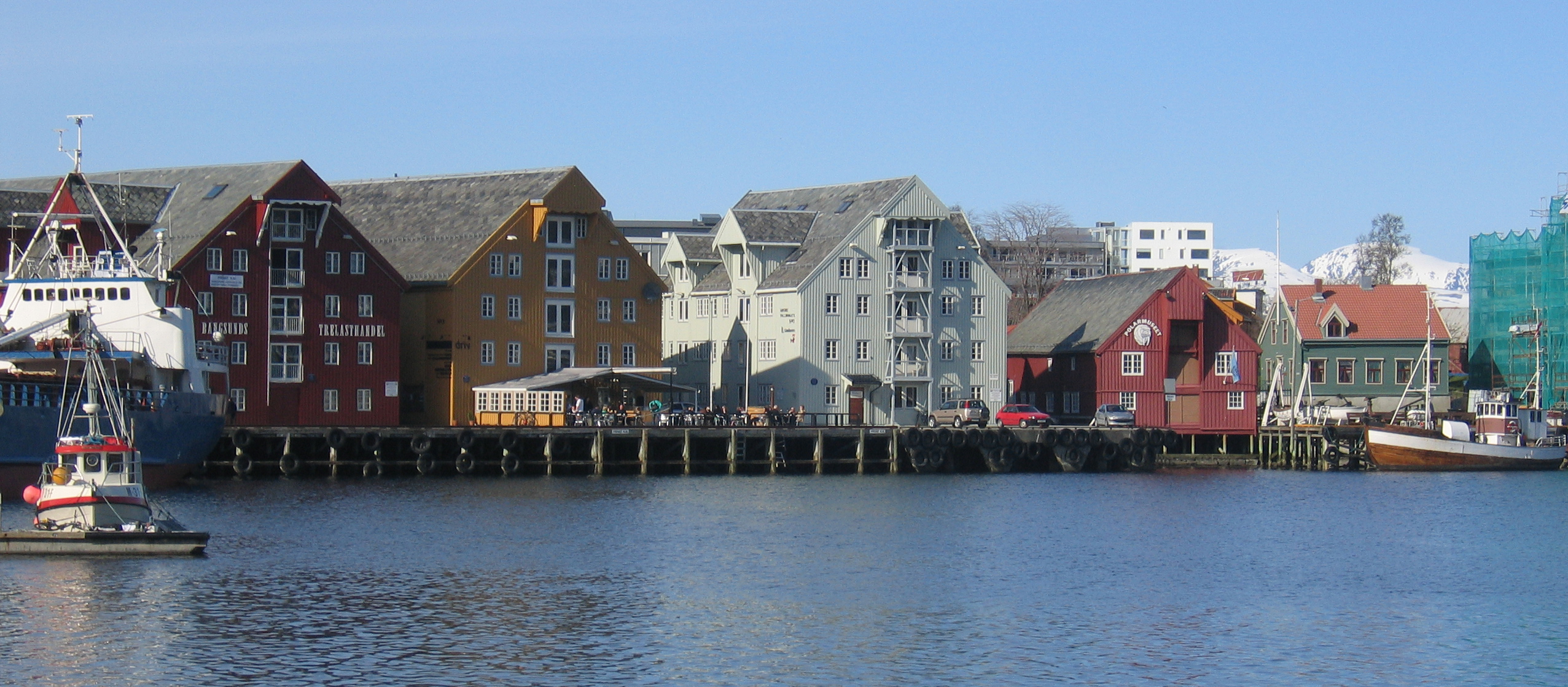
La zona portuaria histórica, en la isla Tromsøya.
Foto: Karl Ragnar Gjertsen

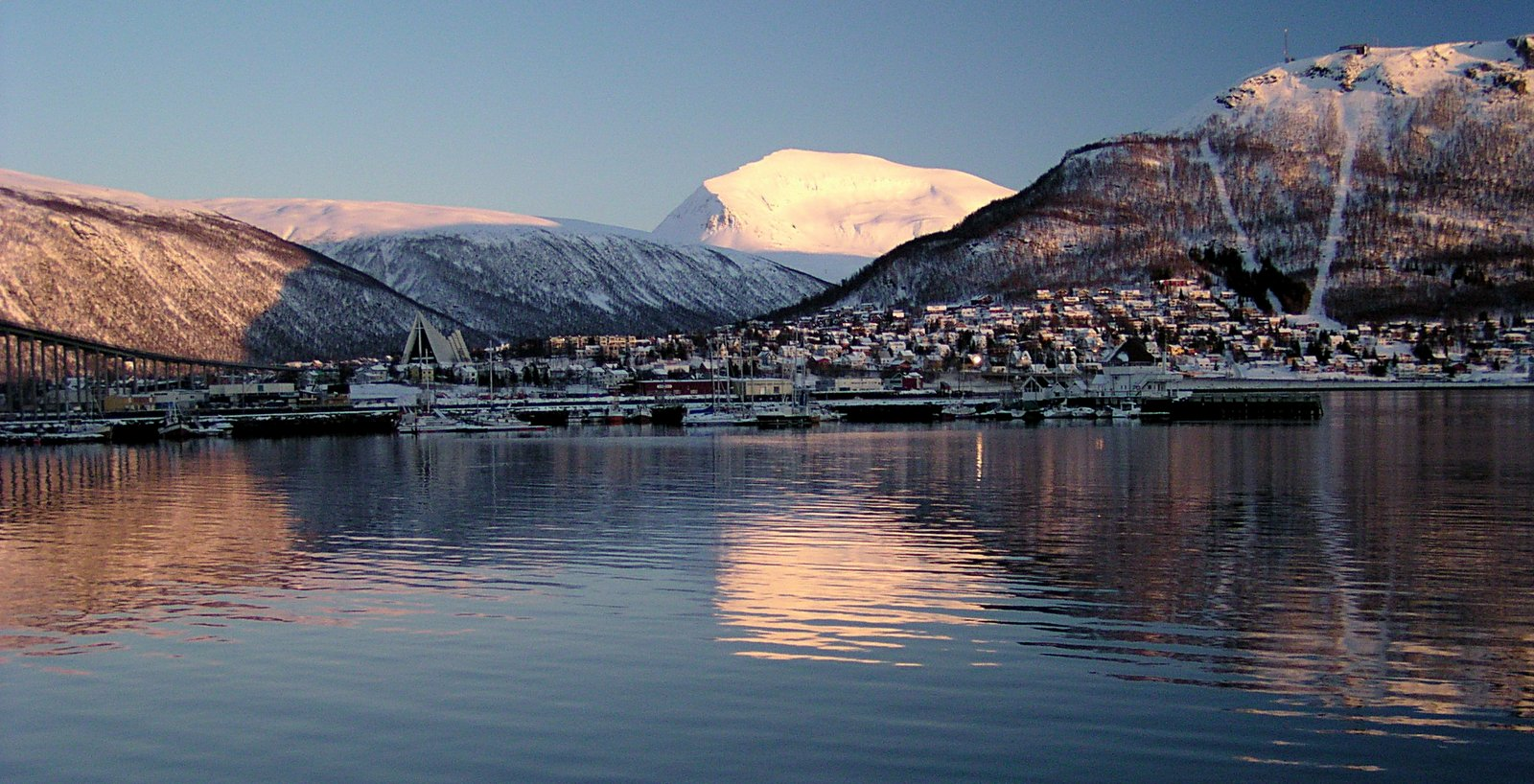
Tromsdalen, la parte de la ciudad en tierra firme.

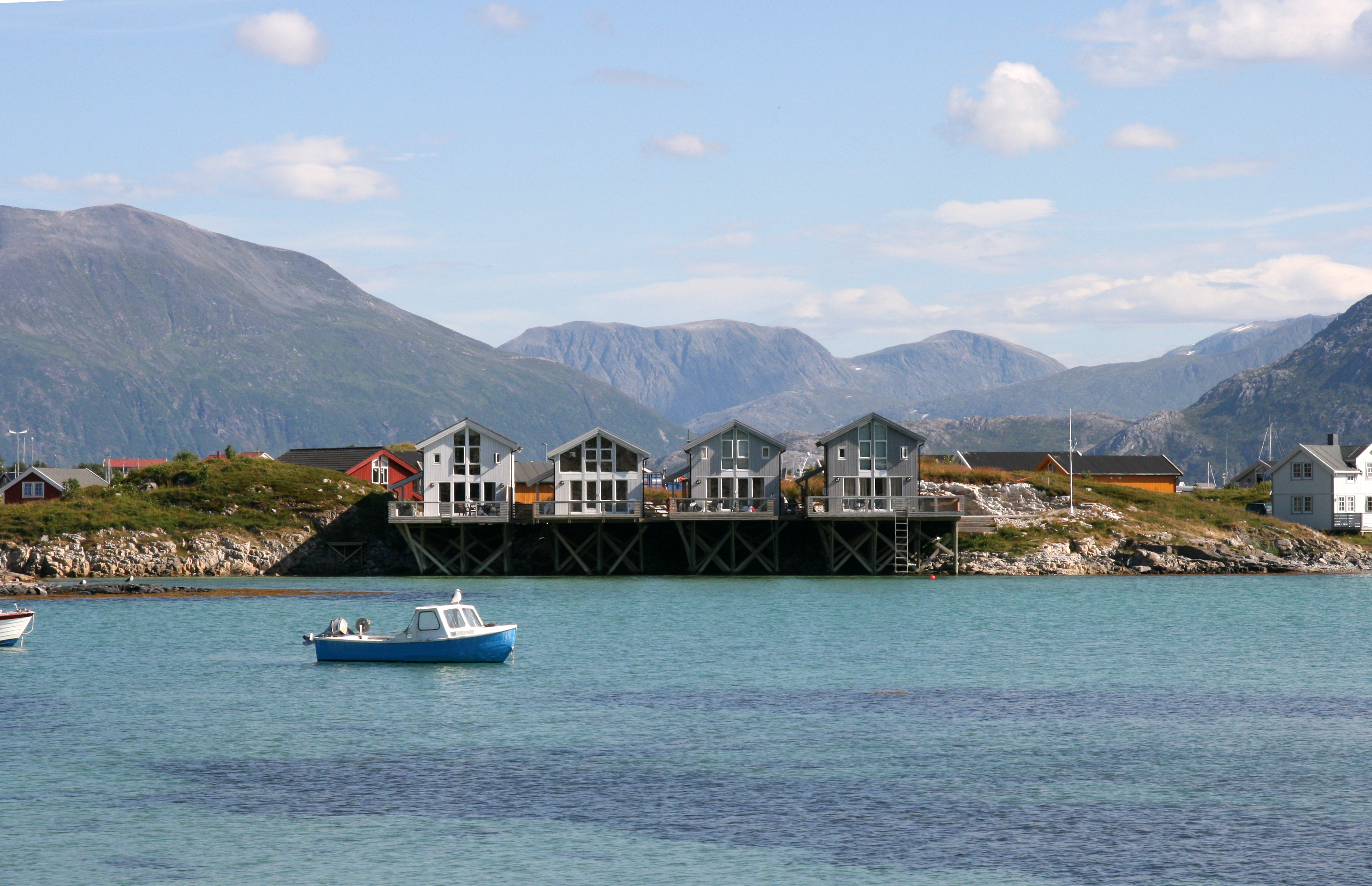
Poblado en la isla de Sommarøy.
Foto: Kjetil Ree

El municipio de Tromsø tiene límites marítimos con Lenvik en el suroeste y por tierra colinda con Balsfjord en el sur, Storfjord en el sureste, Lyngen en el este y Karlsøy en el noreste. Tiene un área de 2 557 km², lo que lo convierte en el tercero mayor de Noruega.
El centro de la ciudad se localiza en la parte oriental de Tromsøya, una isla llana de 21 km². El punto más elevado de la isla es el cerro Varden, al norte, con 159 m s. n. m.. Cerca del centro de la isla está el lago Prestvannet, que fue represado en 1867 para servir como fuente de agua potable. La zona urbana cubre la mayor parte de la isla, pero hay una zona boscosa que se extiende en dirección norte-sur. En la parte occidental de la isla hay una zona agropecuaria.
Al occidente del municipio está la isla Kvaløya, conectada con Tromsøya a través del Puente Sandnessund, un puente de 1220 m de longitud. Kvaløya es la quinta mayor isla de Noruega, y en ella hay montañas con elevaciones superiores a los 1000 m. Una parte de la isla es zona suburbana de Tromsø.
Además forma parte del municipio la isla Ringvassøy, la séptima más grande de Noruega. También pertenece a Tromsø una parte de la isla Rebbenesøya, además de un gran número de islas menores, entre las cuales Sommarøy, Hillesøy, Vengsøy y Håkøya están pobladas. En el noroeste de los límites municipales hay un archipiélago con una población muy escasa y dispersa, por ejemplo Sandøy (solo 3 habitantes) y Musvær (5). La isla Tussøy, en el suroeste, cuenta también con un puñado de habitantes. 
Sommarøy y Hillesøy, en el suroeste del municipio, cuentan con una población pesquera de ca. de 300 habitantes en su conjunto, y una población agrícola, Brensholmen, con ca. 300 pobladores. Ersfjordbotn, Tromvik y Kvaløyvågen son localidades de cierta importancia en Kvaløya. También en Kvaløya están Kaldfjord y Eidkjosen, localidades rurales que están a punto de ser absorbidas por el crecimiento de la ciudad de Tromsø.
Además de las islas habitadas, hay varios cientos de islas e islotes desiertos. El grupo de islotes más externo —en el noroeste— se llama Auvær. La isla Gåsvær, también al noroeste, no tiene población fija, sólo una pequeña capilla que se usa durante celebraciones religiosas en el verano. Risøy tenía una población mínima hasta hace algunos años.
La parte de tierra firme del municipio incluye la península de Stuoranjarga, donde se asienta una parte de la ciudad de Tromsø (la zona conocida como Tromsdalen). Al sur de la ciudad está la zona conocida como Ramfjordnes, con el pequeño Fiordo Ramfjorden y la zona rural de Andersdal. También en tierra firme, al norte de la ciudad, están las localidades rurales de Tønsvik, Vågnes y Skittenelv. El punto más alto de la península es el Hamperokken (1404 m). Stuoranjarga limita al este con el fiordo Ullsfjord, en cuya orilla occidental están los pueblos de Oldervik, Breivikeidet y Sjursnes. Al oriente del fiordo está la península de Lyngen, con las localidades rurales de Lakselvbukt, Olderbakken y Jøvik. En los límites municipales entre Tromsø y Lyngen están los montes Lyngsalpan y la montaña más alta de la provincia de Troms, el Jiehkkevárri (1833 m). También pertenece al municipio, la parte nororiental de la península de Malang.

## Clima
Tromsø tiene la reputación en Noruega de recibir gran cantidad de nieve en invierno, aunque tal cantidad llega a variar bastante de un año al otro. El mayor registro diurnal de nieve fue el 29 de abril de 1997, cuando la estación meteorológica de Tromsøya reportó 240 cm de nieve. La menor temperatura registrada es –38,4 °C, aunque el promedio de febrero —el mes más frío— es de sólo –3.5 °C; esto se explica por los efectos cálidos de la corriente del Atlántico Norte, una extensión de la corriente del Golfo. La proximidad del mar también modera la temperatura. Los veranos son fríos, con una temperatura promedio de 12,1 °C en el mes de julio. En el verano de 1972 se registró la mayor temperatura de la historia de Tromsø: 30 °C. El año más caliente fue 2005, con una temperatura promedio de 4,38 °C, comparado al promedio de 3,5 °C.[cita requerida]
| Parámetros climáticos promedio de Tromsø (1995-2013) | Parámetros climáticos promedio de Tromsø (1995-2013) | Parámetros climáticos promedio de Tromsø (1995-2013) | Parámetros climáticos promedio de Tromsø (1995-2013) | Parámetros climáticos promedio de Tromsø (1995-2013) | Parámetros climáticos promedio de Tromsø (1995-2013) | Parámetros climáticos promedio de Tromsø (1995-2013) | Parámetros climáticos promedio de Tromsø (1995-2013) | Parámetros climáticos promedio de Tromsø (1995-2013) | Parámetros climáticos promedio de Tromsø (1995-2013) | Parámetros climáticos promedio de Tromsø (1995-2013) | Parámetros climáticos promedio de Tromsø (1995-2013) | Parámetros climáticos promedio de Tromsø (1995-2013) | Parámetros climáticos promedio de Tromsø (1995-2013) |
| Mes                                                  | Ene.                                                 | Feb.                                                 | Mar.                                                 | Abr.                                                 | May.                                                 | Jun.                                                 | Jul.                                                 | Ago.                                                 | Sep.                                                 | Oct.                                                 | Nov.                                                 | Dic.                                                 | Anual                                                |
| ---------------------------------------------------- | ---------------------------------------------------- | ---------------------------------------------------- | ---------------------------------------------------- | ---------------------------------------------------- | ---------------------------------------------------- | ---------------------------------------------------- | ---------------------------------------------------- | ---------------------------------------------------- | ---------------------------------------------------- | ---------------------------------------------------- | ---------------------------------------------------- | ---------------------------------------------------- | ---------------------------------------------------- |
| Temp. máx. abs. (°C)                                 | 8.0                                                  | 8.8                                                  | 9.1                                                  | 16.1                                                 | 26.6                                                 | 28.3                                                 | 28.8                                                 | 26.3                                                 | 22.2                                                 | 16.9                                                 | 12.4                                                 | 9.6                                                  | 28.8                                                 |
| Temp. máx. media (°C)                                | -0.4                                                 | -1.3                                                 | 0.6                                                  | 4.1                                                  | 9.0                                                  | 13.0                                                 | 15.9                                                 | 14.7                                                 | 10.9                                                 | 5.7                                                  | 2.3                                                  | 0.4                                                  | 6.2                                                  |
| Temp. media (°C)                                     | -2.6                                                 | -3.5                                                 | -2.0                                                 | 1.3                                                  | 5.8                                                  | 9.6                                                  | 12.1                                                 | 11.2                                                 | 7.9                                                  | 3.6                                                  | 0.4                                                  | -1.8                                                 | 3.5                                                  |
| Temp. mín. media (°C)                                | -5.1                                                 | -6.0                                                 | -4.4                                                 | -1.5                                                 | 2.9                                                  | 6.7                                                  | 9.2                                                  | 8.5                                                  | 5.5                                                  | 1.2                                                  | -2.0                                                 | -4.1                                                 | 0.9                                                  |
| Temp. mín. abs. (°C)                                 | -15.2                                                | -18.3                                                | -17.3                                                | -13.3                                                | -5.9                                                 | -0.4                                                 | 0.2                                                  | 0.6                                                  | -3.0                                                 | -10.2                                                | -12.6                                                | -17.2                                                | -18.3                                                |
| Precipitación total (mm)                             | 98                                                   | 91                                                   | 88                                                   | 67                                                   | 55                                                   | 54                                                   | 73                                                   | 82                                                   | 115                                                  | 123                                                  | 93                                                   | 98                                                   | 1037                                                 |
| Días de precipitaciones (≥ 1 mm)                     | 14                                                   | 12                                                   | 14                                                   | 12                                                   | 10                                                   | 10                                                   | 12                                                   | 12                                                   | 15                                                   | 16                                                   | 13                                                   | 14                                                   | 154                                                  |
| Horas de sol                                         | 5                                                    | 35                                                   | 111                                                  | 167                                                  | 243                                                  | 251                                                  | 215                                                  | 162                                                  | 102                                                  | 57                                                   | 7                                                    | 0                                                    | 1355                                                 |
| Humedad relativa (%)                                 | 78                                                   | 77                                                   | 74                                                   | 72                                                   | 68                                                   | 72                                                   | 78                                                   | 80                                                   | 80                                                   | 81                                                   | 79                                                   | 78                                                   | 76.4                                                 |
| Fuente: Norwegian Meteorological Institute - eKlima  |                                                      |                                                      |                                                      |                                                      |                                                      |                                                      |                                                      |                                                      |                                                      |                                                      |                                                      |                                                      |                                                      |

### Luz y oscuridad

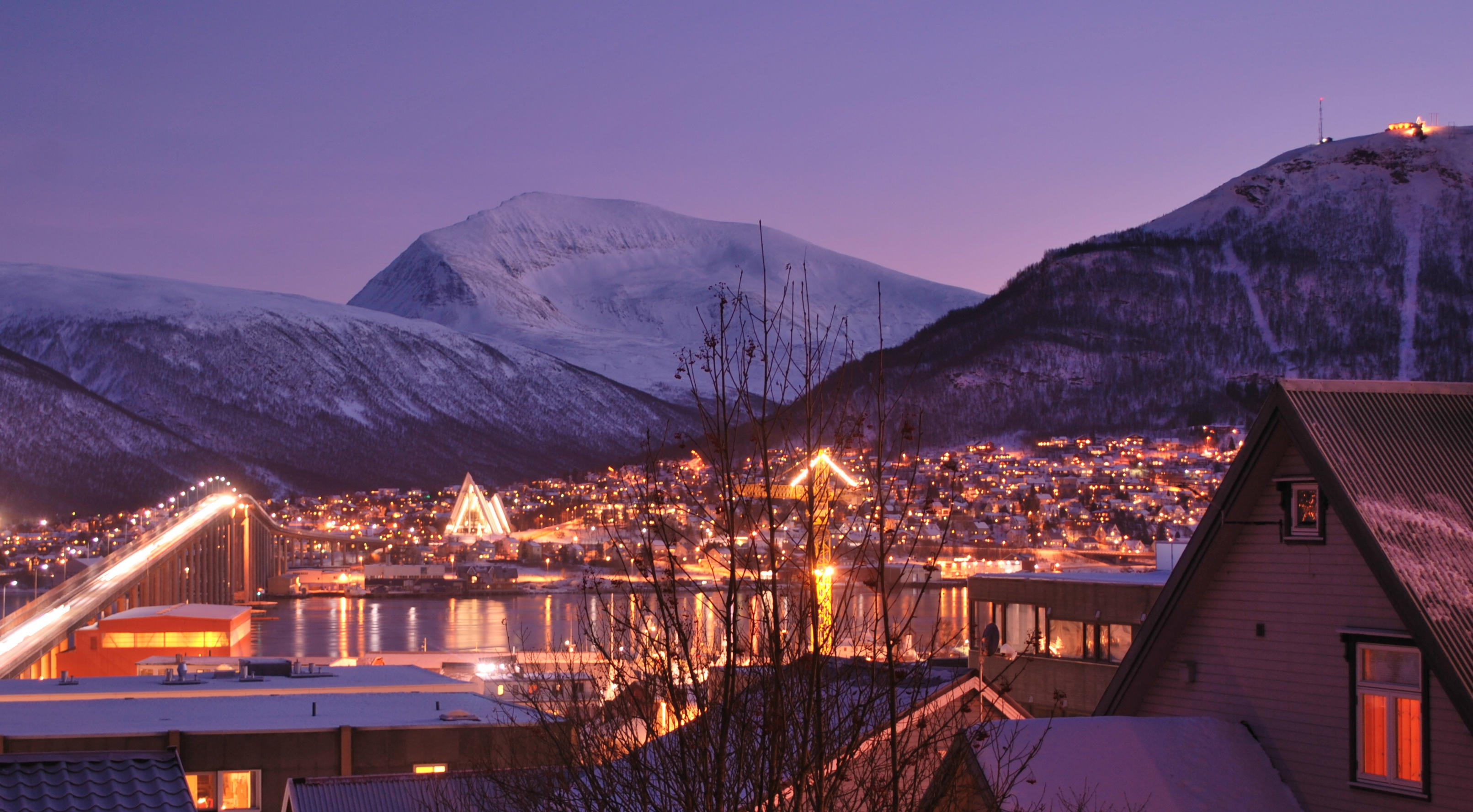
Noche polar en Tromsø, poco después del mediodía.

La ubicación de Tromsø a unos 350 km al norte del círculo polar ártico permite que se observen los fenómenos del sol de medianoche y la noche polar.
El sol de medianoche está presente desde el 18 de mayo hasta el 26 de julio, aunque las montañas del norte bloquean la vista del sol algunos días, lo que significa que el astro se ve de manera permanente desde el 21 de mayo hasta el 21 de julio. Entre finales de abril y mediados de agosto la oscuridad no llega a ser total en ningún momento.
El sol permanece realmente oculto desde aproximadamente el 26 de noviembre hasta el 15 de enero, pero nuevamente a causa de las montañas del norte, no se aprecia en la ciudad desde el 21 de noviembre hasta el 21 de enero. El regreso del sol es una ocasión para celebrar. Hay algunas horas de luz de día en los días cercanos a la mitad del invierno, frecuentemente con una luz azulada. Debido a la latitud, las noches se hacen más cortas muy rápidamente, de forma que hacia el 21 de febrero el sol está en el horizonte desde las 7:45 hasta las 16:10, y para el 1 de abril desde las 5:50 a las 19:50.[cita requerida]
La combinación de la capa de nieve y la luz del sol crea con frecuencia condiciones de iluminación intensa desde finales de febrero hasta que la nieve se derrite en las partes bajas (normalmente entre finales de abril y mediados de mayo, aunque varía mucho con los años), lo que hace obligatorio el uso de gafas de sol cuando se practica el esquí. Debido a las condiciones de luz diametralmente opuestas en invierno, los noruegos dividen esta estación en dos partes: Mørketid («período de oscuridad») y Seinvinter («invierno tardío»).
Tromsø está en medio de la zona de la aurora polar, y de hecho es uno de los mejores lugares en el mundo para apreciar este fenómeno. Debido a la rotación del planeta, Tromsø entra en la zona alrededor de las 6 PM y sale de ella cerca de la medianoche. A causa de la luz, no es posible ver la aurora entre abril y mediados de agosto. Los mejores meses para verla son marzo y octubre.

## Demografía
La población del municipio está representada por más de 100 nacionalidades. Entre las minorías más prominentes se encuentran los sami, rusos y fineses, en estos últimos comprendidos tanto los kven locales como los extranjeros provenientes de Finlandia. En Tromsø está la sede episcopal católica y la Catedral de Nuestra Señora. Fue en la casa parroquial de esa pequeña iglesia que el papa Juan Pablo II pernoctó durante su visita a Tromsø en 1989.
La religión mayoritaria es la luterana Iglesia de Noruega, cuya diócesis de Hålogaland, creada en 1952, tiene su templo sede en la Catedral de Tromsø. Hay además 24 iglesias más pertenecientes a ese culto.

### Población sami
La minoría sami se ha abierto espacio en la sociedad, y actualmente hay un jardín de niños sami y clases de idioma sami en las escuelas. El sami se habló anteriormente en varias comunidades del municipio, pero su uso declinó durante la campaña de "norueguización" de principios del siglo XX. Hay esfuerzos por analizar la tendencia de la lengua, por ejemplo a través del establecimiento de un centro de lengua sami en Ullsfjord. La mayoría de los habitantes sami de Tromsø inmigraron ahí desde otras comunidades de Laponia.

## Economía
La más grandes empresas que tienen su matriz en Tromsø son SpareBank 1 Nord-Norge y Norges Råfisklag; la primera una institución bancaria con más de 90 sucursales en la región de Nord-Norge, y la segunda una importante empresa de la industria pesquera. Además se encuentra Troms Kraft, una empresa que opera plantas hidroeléctricas en la provincia. La industria es una actividad poco considerable para Tromsø, con un 4% de la fuerza de trabajo. La cervecera Macks Ølbryggeri es quizás la marca más conocida de Tromsø; sin embargo, hay también producción en la industria informática, y de quitosán, empleado en la industria de los cosméticos. La pesca, por el contrario, tiene la mayor importancia, y varias empresas exportan bacalao, camarones y arenque en grandes cantidades.
Una parte considerable de la exportación noruega de pescado procede de Tromsø. Además de las empresas pesqueras privadas en Tromsø tiene su sede el departamento estatal de marketing de los productos marinos noruegos.
Los puestos de trabajo en el sector público constituyen el 50 % del sector laboral. La mayor oferta de trabajo procede del Hospital Universitario de Nord-Norge (UNN), con cerca de 4500 empleados. Otras fuentes de trabajo son la Universidad de Tromsø, el Colegio Universitario, el Instituto Polar Noruego, la Agencia del Gobierno Estatal, la sede del gobierno provincial y otras instituciones menores.

## Política y gobierno

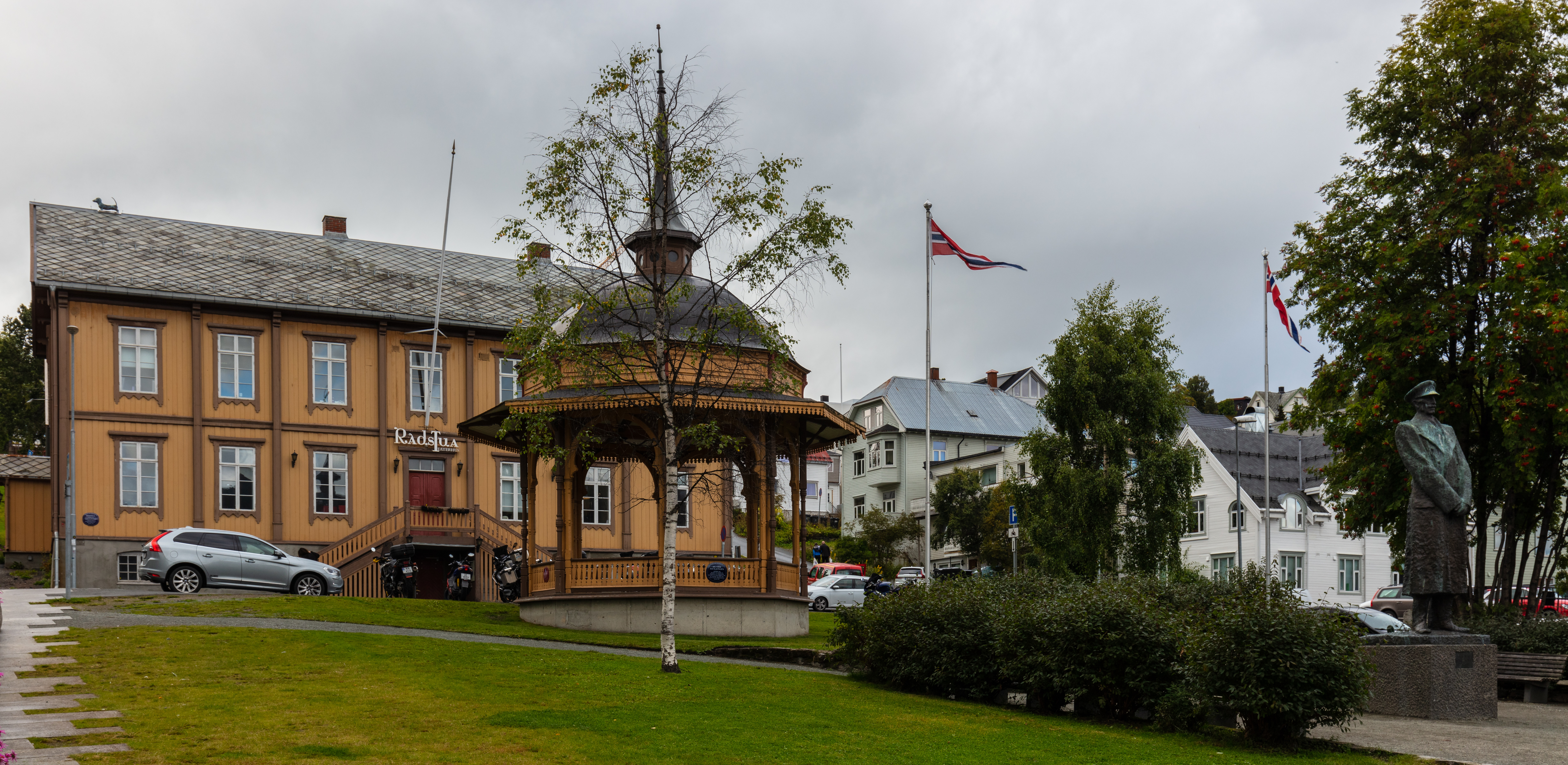
Antiguo ayuntamiento.

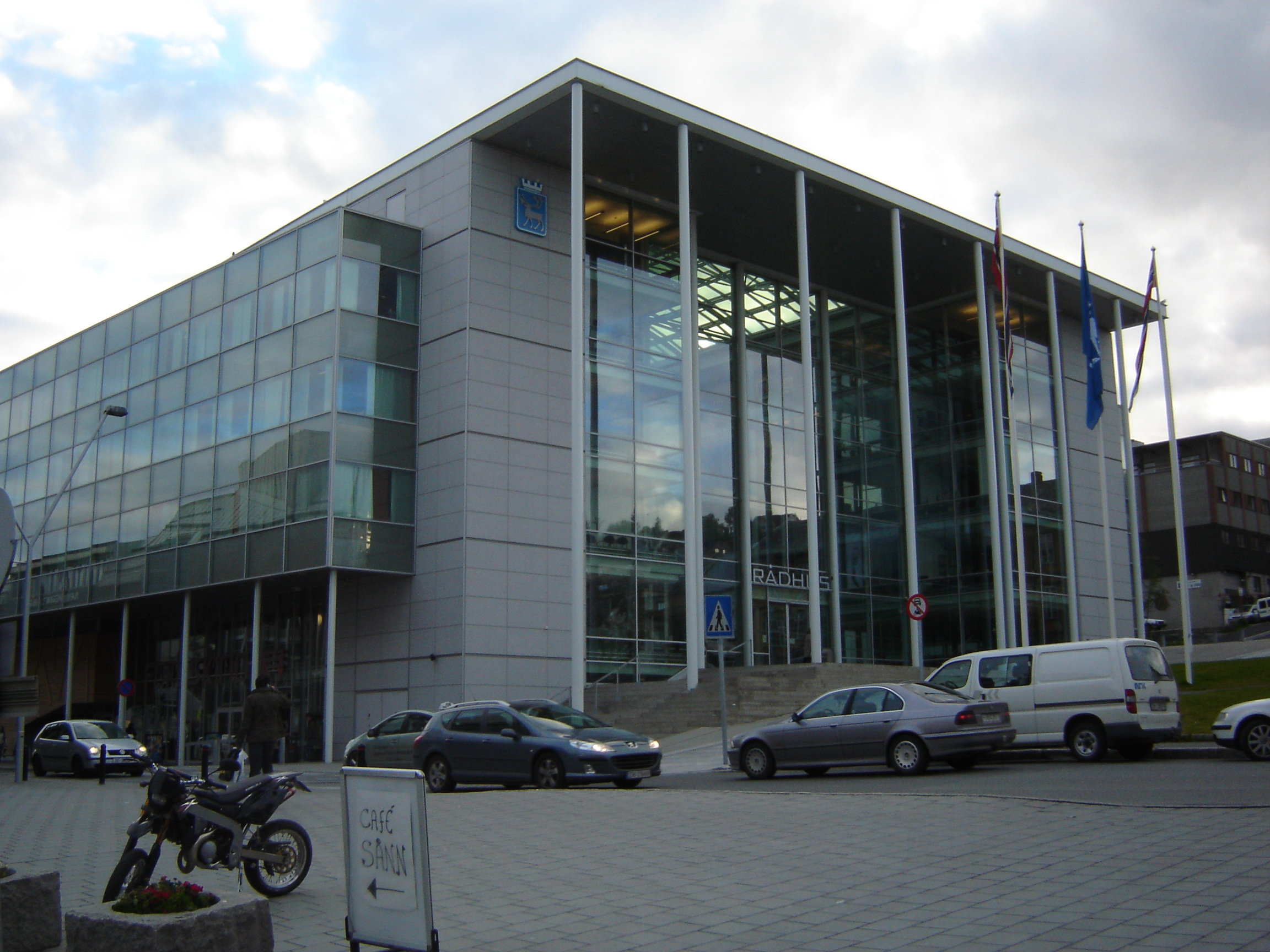
El nuevo ayuntamiento de Tromsø.

El 19 de octubre de 2011, tras las elecciones municipales en Noruega, Tromsø se convirtió en el tercer municipio del país —tras Oslo y Bergen— en ser regido por un sistema de parlamentarismo municipal. En este sistema, el órgano superior en el gobierno local es un parlamento o asamblea (bystyret). En el caso de Tromsø, el parlamento municipal consiste de 43 miembros.
Las diferentes facciones en el parlamento pueden tejer alianzas para alcanzar mayoría y designar al gobierno municipal (byråd). Este es el poder ejecutivo, se encarga de la administración municipal, rinde cuentas al parlamento y puede ser removido por este. En Tromsø, el gobierno municipal está formado por 6 miembros, los cuales no forman parte del parlamento. El gobierno lo constituyen el jefe de gobierno y 5 consejeros más, cada uno con una responsabilidad específica, como en el caso de un gabinete.
La última elección (septiembre de 2011) resultó en un avance significativo para el Partido Conservador, quien tiene mayoría relativa en el parlamento con 16 miembros. La segunda fuerza política es el Partido Laborista, con 11, y en tercer lugar el Partido del Progreso, con 6. El gobierno está formado por una coalición entre conservadores, progresistas y liberales.
El presidente del parlamento tiene un cargo similar al de alcalde, en cuanto es el representante del municipio, si bien no desempeña una función administrativa. Desde 2011, este cargo es ocupado por el conservador Jens Johan Hjort. El jefe de gobierno es el también conservador Øyvind Hilmarsen.
| Partido                            | Parlamento municipal | Gobierno municipal |
| ---------------------------------- | -------------------- | ------------------ |
| Partido Conservador                | 16                   | 3                  |
| Partido Laborista                  | 11                   |                    |
| Partido del Progreso               | 6                    | 2                  |
| Rojos                              | 3                    |                    |
| Partido de la Izquierda Socialista | 2                    |                    |
| Partido Liberal                    | 2                    | 1                  |
| Partido Demócrata Cristiano        | 1                    |                    |
| Partido de Centro                  | 1                    |                    |
| Partido Verde                      | 1                    |                    |
| Total                              | 43                   | 6                  |

## Cultura

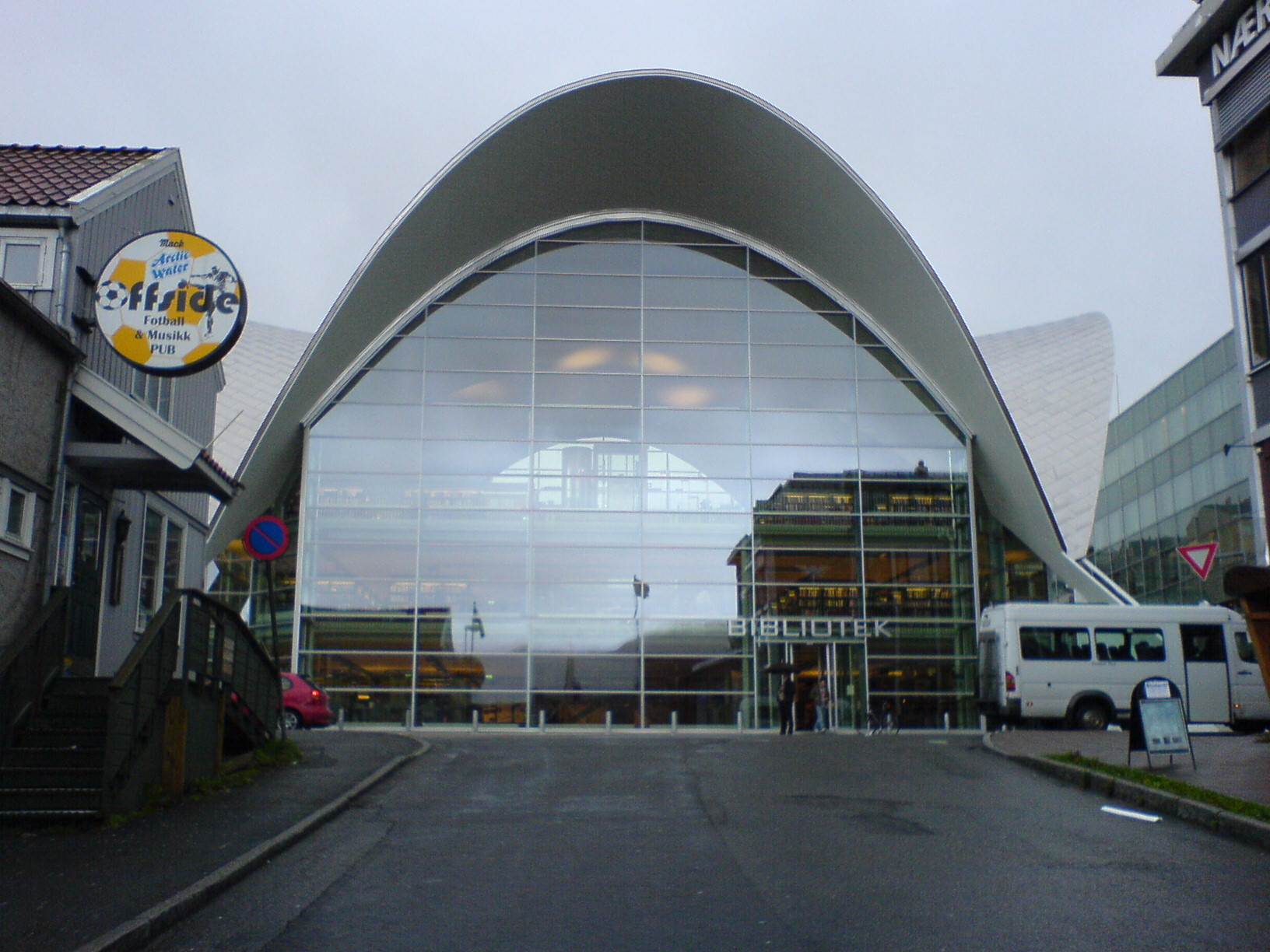
La nueva biblioteca de Tromsø.

Al ser la mayor y más importante ciudad de Nord-Norge, Tromsø es la capital cultural de la región. Muchas actividades culturales tienen lugar en la Casa de la Cultura, incluyendo conciertos de la Orquesta Sinfónica de Tromsø y obras de teatro montadas por la compañía de teatro de la ciudad, en el Teatro de Hålogaland, inaugurado en 2005.
La ciudad posee varios museos, los mayores de ellos son el Museo de Arte de Noruega Septentrional y el Museo de la Asociación Artística de Tromsø. Además hay varios grupos amateurs de teatro, clubes musicales y varias galerías de arte.
Tromsø ha sido una ciudad líder en Noruega durante las primeras épocas de la música house y techno, a principios de la década de 1980. Los artistas locales Bel Canto, Biosphere, Mental Overdrive, Ismistik/Bjørn Torske, Aedena Cycle, Y.B.U., Open Skies, Alanïa, Those Norwegians, Phonophani, Lene Marlin, Drum Island y posteriormente Röyksopp han incursionado al mercado internacional.

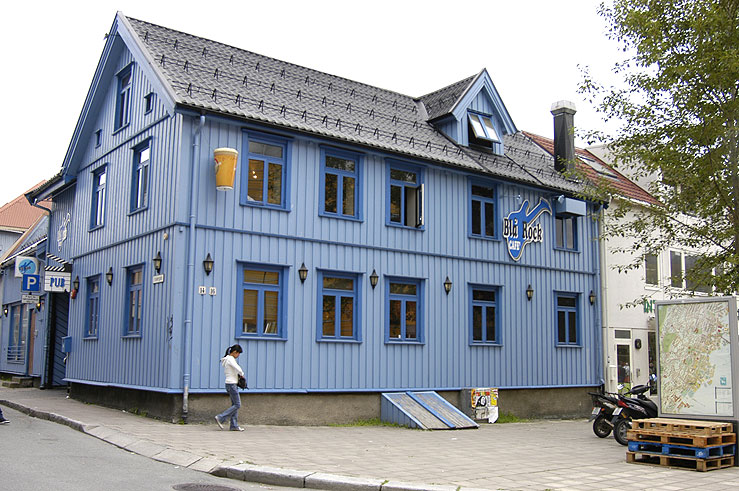
Un bar de Tromsø, donde se realizan frecuentemente espectáculos musicales.

Tromsø tiene fama en toda Noruega por su vida urbana, con una gran cantidad de bares, clubes nocturnos y restaurantes, que en su conjunto tienen capacidad para 20 000 personas. Esta característica de la ciudad inició en la década de 1970, cuando varios establecimientos recién abiertos solían ser insuficientes. El concepto de club nocturno surgió en los años ochenta, coincidiendo con una nueva explosión en la oferta restaurantera y de bares.
Existe un club de cine, el Tromsø Filmklubb y dos cines: El Fokus Kino, administrado por el municipio, y el Verdensteater, inaugurado en 1913, donde se celebra anualmente el Festival Internacional de Cine.

### Festivales y celebraciones

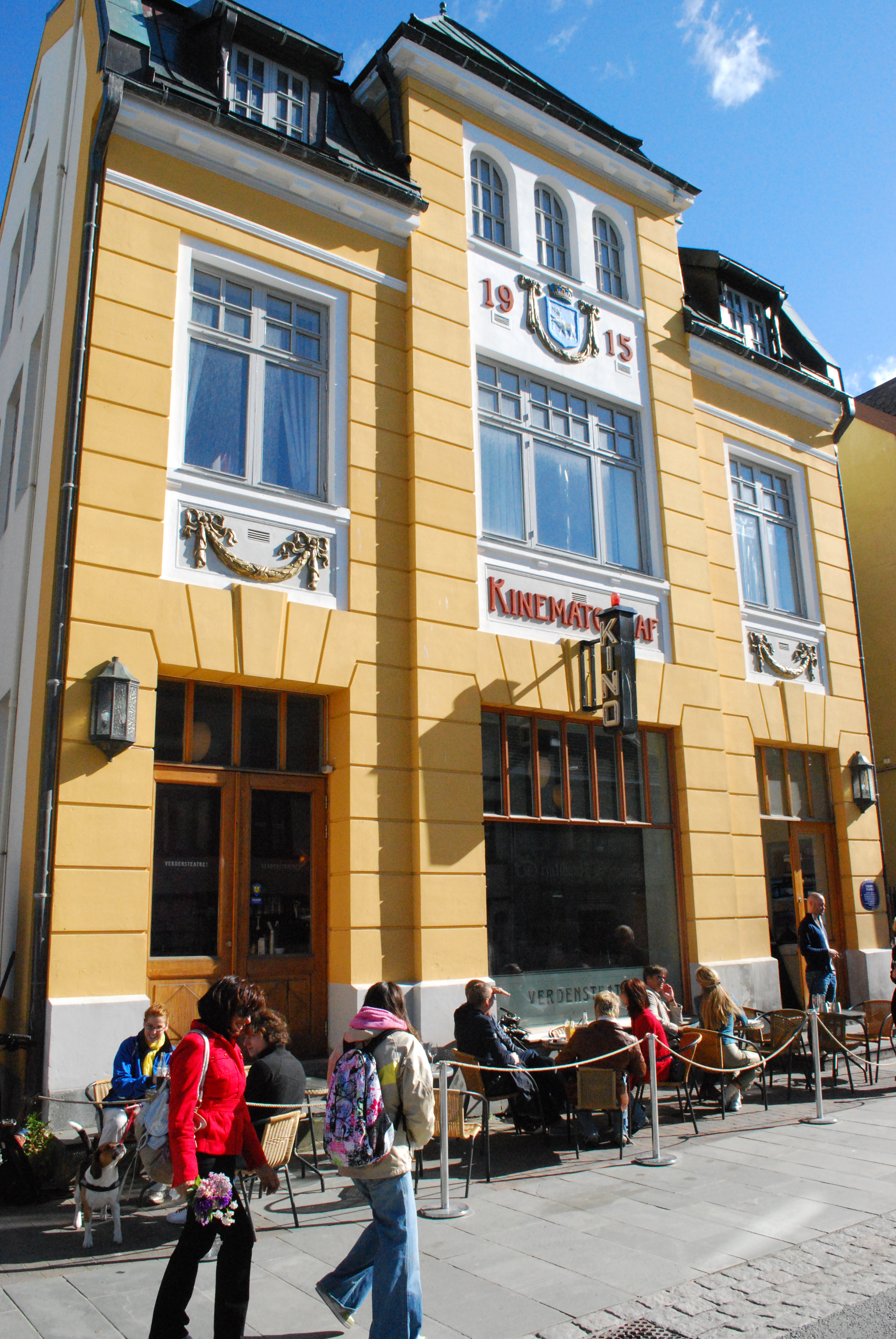
El Verdensteatret (Teatro Mundial) es el cine más antiguo de Europa del Norte que continúa en uso. Es sede del Festival Internacional de Cine de Tromsø.

- El Festival Internacional de Cine de Tromsø tiene lugar el tercer fin de semana de enero, en plena noche polar.
- El Festival de la Aurora Polar (Nordlysfestivalen), un festival de música clásica, el último fin de semana de enero.
- A finales de enero, cuando el sol comienza a aparecer en el horizonte, se celebra el Día del Sol (Soldagen), principalmente dedicado a los niños.
- El Día Internacional del Pueblo Sami, se celebra el 6 de febrero en la Universidad y el ayuntamiento.
- El festival latinoamericano No Siesta Fiesta tiene lugar a finales de febrero; este festival, organizado por primera vez en 2007, está consagrado a la cultura latinoamericana, con películas, baile, música, arte, debates, seminarios, venta de productos de la región y un desfile de samba.
- El festival de punk Fucking North Pole Punk Rock Festival, celebrado en la casa del estudiante de Tromsø, en mayo.
- El Riddu Riđđu, un festival de cultura y música sami, a inicios de julio.
- El Buktafestivalen (festival de la bahía) reúne lo mejor del rock noruego a mediados de julio.
- El festival de la cerveza, en el centro de la ciudad, a mediados de agosto, es más bien una celebración popular.
- El Døgnvillfestivalen, festival musical organizado desde 2007, es el mayor de Nord-Norge. Reúne artistas de música pop nacionales y extranjeros.
- Ordkalotten, muestra literaria con figuras internacionales, tiene lugar en octubre.
- El Insomnia Festival, de música electrónica, en la primera mitad de octubre.
- El Festival Internacional de Jazz de Tromsø comienza con la noche polar, del 1 al 3 de noviembre.

### Educación

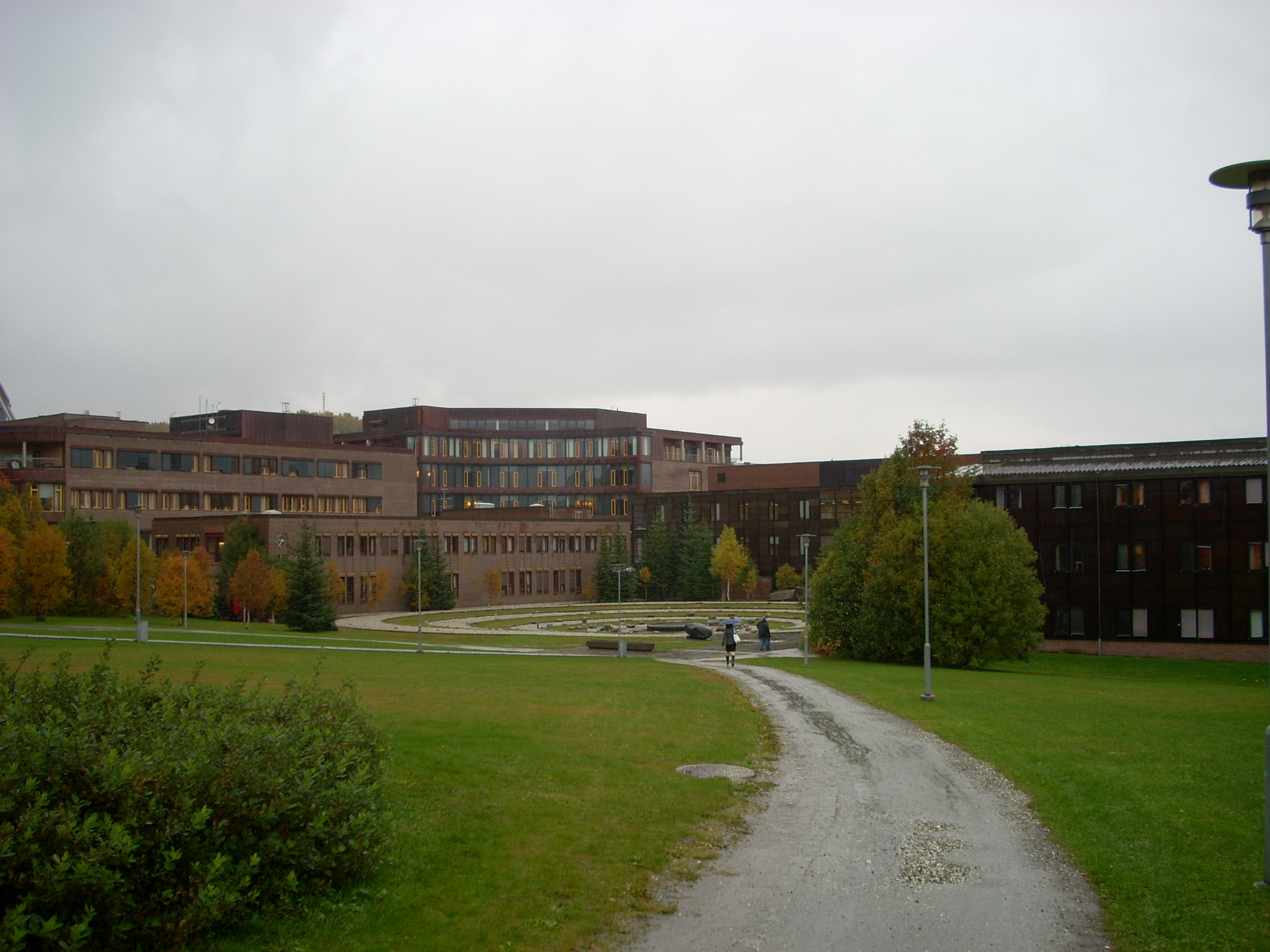
La Universidad de Tromsø.

La Universidad de Tromsø es una de las siete universidades (todas públicas) de Noruega. Se localiza en el barrio de Breivika y abrió oficialmente en 1972. Tiene seis facultades y una matrícula de 6000 estudiantes. Destaca en las áreas de telemedicina, investigación pesquera, idioma sami, lingüística e investigación polar.
Otra institución pública importante fue el Colegio Universitario de Tromsø. Fue establecido en 1994 como resultado de la fusión de cuatro institutos: la Escuela Superior de Salud de Tromsø, la Escuela Superior Marítima de Tromsø, el Conservatorio de Música de Nord-Norge y la Escuela Superior de Maestros. Se unió con la Universidad de Tromsø en enero de 2009.
En los alrededores de Tromsø se encuentra el radiotelescopio EISCAT.

### Deporte
El Tromsø IL es el principal club deportivo de la ciudad. Participa en la Tippeligaen de fútbol desde 1985, juega en el Alfheim Stadion y ha ganado el torneo de copa en 1986 y 1996. El IF Fløya es el club femenino de fútbol, participante en la Toppserien (la división de élite femenina noruega). El Tromsdalen UIL, por su parte, juega en la Adeccoligaen (la segunda división para varones).
La ciudad es sede de varios clubes más en las divisiones deportivas de élite; entre ellos Tromsø Storm en baloncesto, BK Tromsø en voleibol masculino y Tromsø Volley en voleibol femenino.
El Maratón del Sol de Medianoche de Tromsø se organiza cada año en el mes de junio y recientemente se ha empezado a organizar el Maratón de la Noche Polar en el mes de enero.
El Tromsøstudentenes Idrettslag (Club Deportivo Estudiantes de Tromsø), con sus 1800 miembros es el mayor club deportivo de la región de Nord-Norge.
Una pista de esquí de fondo atraviesa la isla de Tromsøya de sur a norte. Cerca de la universidad hay una plataforma de salto en esquí.
Tromsø fue candidata en 2007 para ser sede de los Juegos Olímpicos de 2018, pero retiró su candidatura en octubre de 2008 debido a la falta de apoyo de la población noruega (un 38 %), que consideró, en su mayoría, que el alto costo de la organización repercutiría negativamente en la financiación de las competencias nacionales.
En el año 2014 fue sede de la 41.ª Olimpíada de Ajedrez.
En el año 2014 se ha celebrado la "Tromsö Skyrace", organizada por Kilian Jornet y Emelie forsberg, que ha reunido a 130 atletas de 25 nacionalidades. Se trata de una carrera de 42 km de recorrido y un desnivel de 4300 metros.

### Prensa local
Tromsø es de las pocas ciudades de Noruega con dos periódicos de publicación diaria. El periódico regional Nordlys es el mayor, con una tirada diaria de 28 000 ejemplares, mientras que su competencia, Bladet Tromsø, lanza 10 000 ejemplares al día. El periódico digital Tromsø By, especializado en cultura, es el tercero más importante.
El periódico mensual bilingüe Ruijan Kaiku tiene también sus oficinas en la ciudad, además del periódico estudiantil Utropia y el universitario Tromsøflaket.

## Transporte

### Carretera

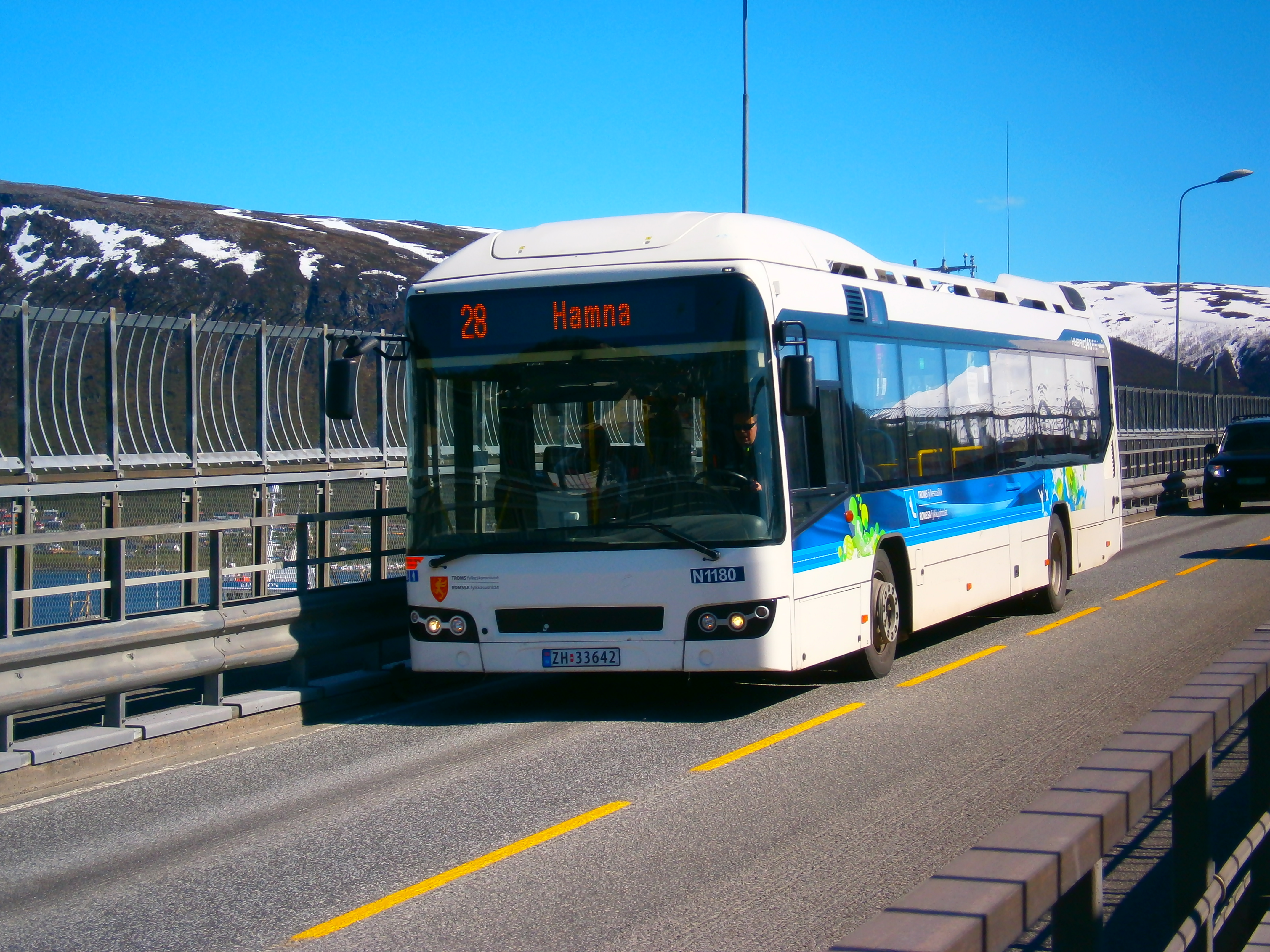
Colectivo de la línea 28 cruzando el puente Tromsøbrua.

Tromsø es el punto final de la ruta europea E8 que corre desde Turku, Finlandia, bordeando la costa occidental finlandesa y la frontera de este país con Suecia. Entre Skibotn y Nordkjosbotn esta carretera se conecta con la ruta europea E6. La carretera nacional 858 corre desde el occidente de la ciudad de Tromsø a través de ferry hasta Storsteinnes, en Balsfjord; esta carretera también se conecta con la E6. La carretera nacional 91 parte desde Fagernes, 20 km al sur de la ciudad de Tromsø, y llega hasta Olderdalen, en el municipio de Kåfjord, con dos etapas de transbordador, una sobre el Ullsfjorden y otra que atraviesa el Lyngenfjorden; en Olderdalen se enlaza con la ruta europea E6. Finalmente la carretera nacional 863 conecta al municipio de Tromsø con el de Karlsøy a través del túnel de Kvalsund.

### Autobuses
La línea de autobuses Nord-Norgebussen enlaza al municipio por el norte con Alta y por el sur con Narvik. 
En transporte urbano, la empresa de autobuses Tromsbuss tiene la concesión del transporte colectivo en los municipios de Tromsø, Karlsøy y parcialmente Balsfjord. La empresa pertenece a la compañía TIRB (Troms innland rutebil), que además tiene rutas semiforáneas que enlazan con Tromsø.

### Férreo
Tromsø no cuenta con ferrocarril. Desde finales del siglo XIX existe el proyecto de la ruta Nord-Norgebanen, que sería una extensión de la Nordlandsbanen y que comunicaría a Tromsø con Fauske y Bodø.

### Aéreo
El aeropuerto de Tromsø fue inaugurado en 1964, es el quinto aeropuerto más grande de Noruega con cerca de 1,4 millones de pasajeros al año. Desde aquí hay 12 vuelos diarios directos a Oslo, y también a Evenes (Harstad-Narvik), Alta, Kirkenes, Bodø y Trondheim, Múrmansk y Arcángel, Svalbard, y Kiruna y Luleå. Adicionalmente hay vuelos menores a una larga serie de pequeños aeropuertos de Nord-Norge. Las compañías Norwegian Air Shuttle, SAS Braathens, Widerøe, Coast Air, Barents AirLink, West Air Sweden, Kato Air y Aeroflot-Nord tienen llegadas y salidas en Tromsø.

### Marítimo
La red de transbordadores Hurtigruten hace escala diariamente en Tromsø, y de hecho el fundador de la Hurtigruten era oriundo de la ciudad. Los transbordadores de la Hurtigruten se encargan de enlazar a Tromsø con Harstad, Finnsnes y Skjervøy. También hay transbordador de autos entre Tromsø y Lyngen y entre Tromsø y Karlsøy, y en los meses veraniegos hay servicio entre Tromsø y Botnhamn, en la isla de Senja (municipio de Lenvik). Dentro del municipio, hay transbordadores de autos que enlazan las islas entre sí y con tierra firme.

## Lugares de interés

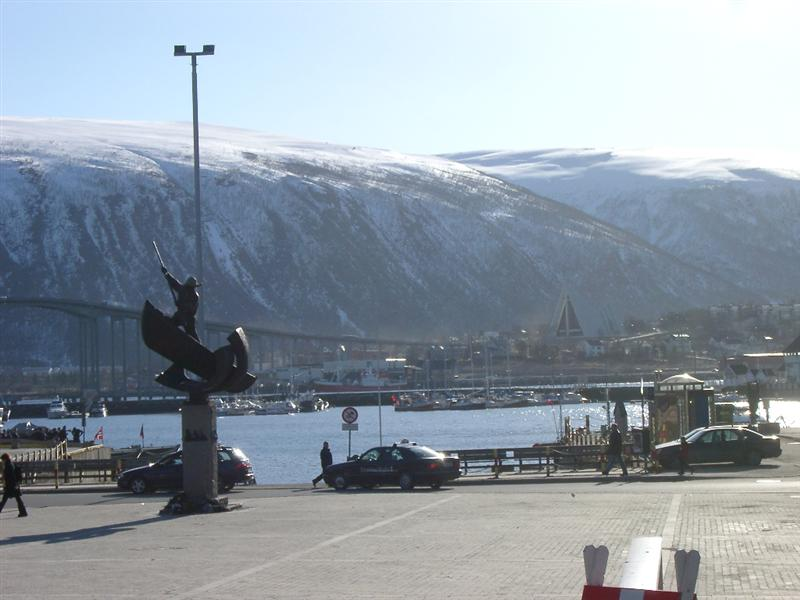
El centro de la ciudad y puerto de Tromsø en abril

- Polaria - Un centro experimental, donde se informa sobre las regiones polares y el Mar de Barents.
- Polarmuseum - Donde se informa sobre las más conocidas expediciones exploratorias de las regiones heladas del planeta.
- Il Museo dei Troll di Tromsø è il primo e unico museo in Norvegia sui troll e il folklore, creato utilizzando la moderna tecnologia della Realtà Aumentata (AR).
- Tromsø-Museum (Museo de la Universidad de Tromsø) - Una extensa exposición sobre la historia y la cultura del pueblo Sami, que han habitado la región durante miles de años, además sobre los animales y plantas de la región del norte de Escandinavia, la aurora boreal y la Edad de Piedra en Noruega.
- Jardín Botánico Ártico-Alpino de Tromsø - Dependiente del museo de la Universidad. Exponen plantas vivas de las regiones montañosas del planeta y de las plantas de las zonas árticas.
- La catedral del Ártico (del noruego: Ishavskatedralen) - Se construyó en 1965, con la vidriera de mayor superficie de Europa.
- Storsteinen (o Fløya, Albergue de Tromsø) - A la altura de la catedral del Ártico, por encima, en el monte Storsteinen (418 m.s.d.M.), se encuentra la estación del teleférico (fjellheisen); desde aquí hay unas hermosas vistas sobre la ciudad y los montes de alrededor.
- Túnel - El túnel construido recientemente une la parte de la ciudad antigua, situada en una isla, con la parte nueva en el continente.
- Biblioteca de Tromsø: Singular edificio que cuenta con un diseño único en el que lo más importante es la luz.
- Catedral de Tromsø: Construida en 1861, alberga en la actualidad la sede de la diócesis de Nord- Halogaland.

## Ciudades hermanadas

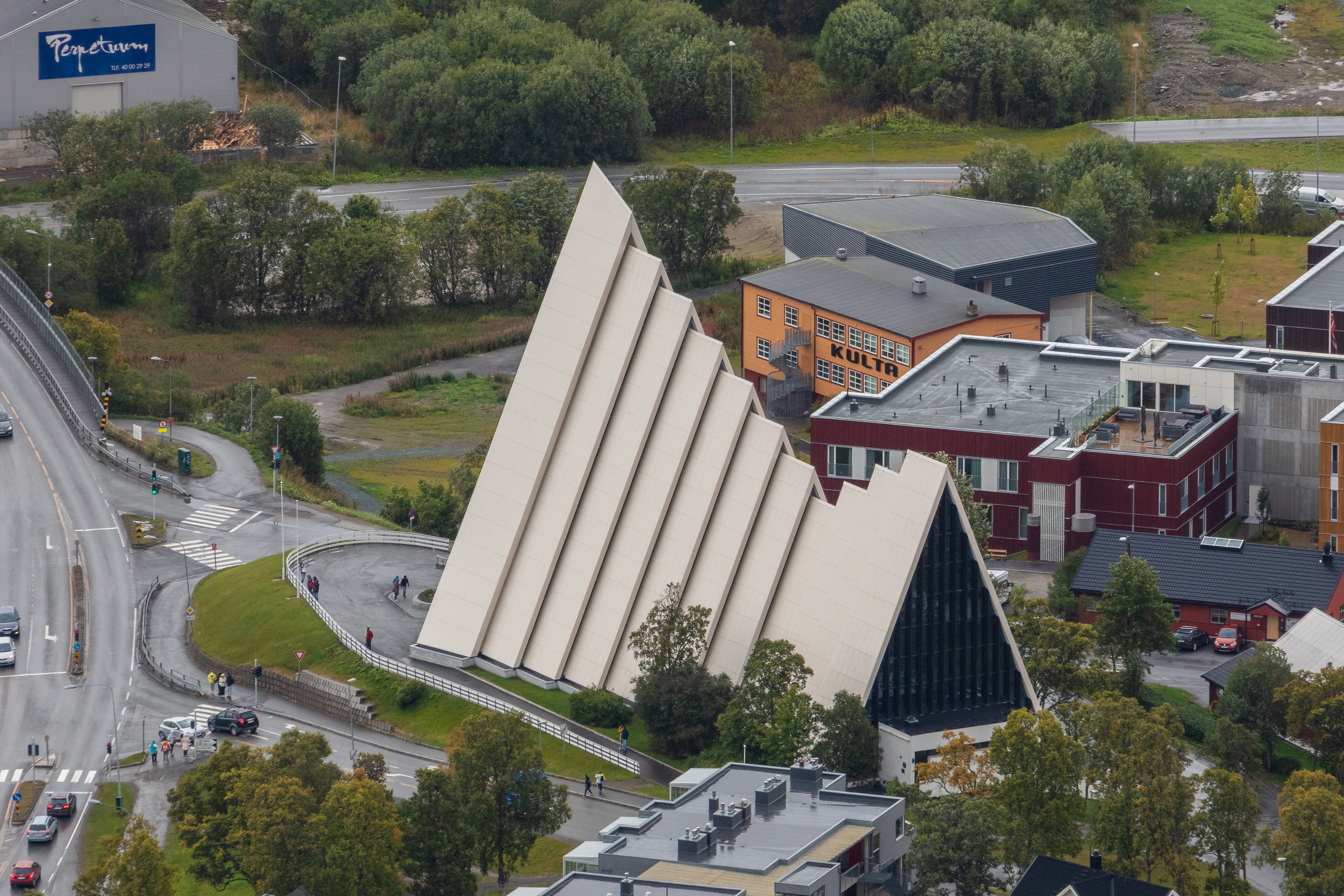
La Catedral del Ártico, una de las construcciones más características de Tromsø.

Tromsø está hermanada con diez ciudades: 
- Kemi (Finlandia, desde 1940)
- Luleå (Suecia, 1950)
- Ringkøbing (Dinamarca, 1950)
- Grimsby (Reino Unido, 1961)
- Pune (India, 1966)
- Anchorage, Alaska (Estados Unidos, 1969)
- Zagreb (Croacia, 1971)
- Múrmansk (Rusia, 1972)
- Quetzaltenango (Guatemala, 1999)
- Gaza (Autoridad Nacional Palestina, 2001)